# Comté de Sunflower
Le comté de Sunflower est situé dans l’État du Mississippi, aux États-Unis. Il comptait 34 369 habitants en 2000. Son siège est Indianola.

## Galerie

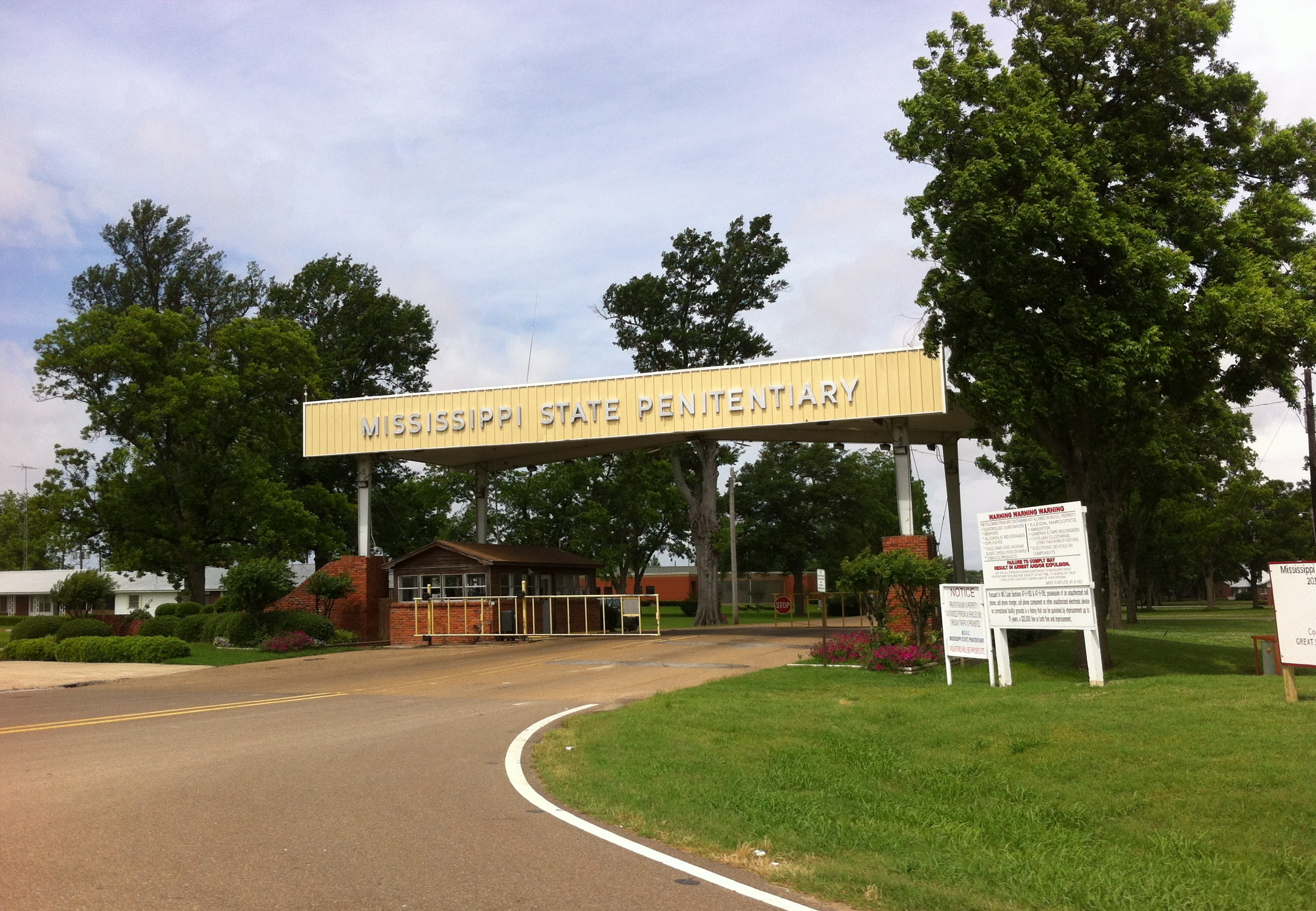
Mississippi State Penitentiary